# 马里莱纳
马里莱纳是巴西巴拉那州的一个市镇。总面积232.366平方公里，总人口6715人，人口密度28.9人/平方公里。